# Pěčice
Pěčice är en ort i Tjeckien.   Den ligger i regionen Mellersta Böhmen, i den centrala delen av landet, 50 km nordost om huvudstaden Prag. Pěčice ligger 220 meter över havet och antalet invånare är 146.
Terrängen runt Pěčice är huvudsakligen platt, men åt nordväst är den kuperad. Runt Pěčice är det ganska glesbefolkat, med 30 invånare per kvadratkilometer. Närmaste större samhälle är Mladá Boleslav, 9,8 km nordväst om Pěčice. Trakten runt Pěčice består till största delen av jordbruksmark.